# Управление по ядерному регулированию
Управление по ядерному регулированию (яп. 原子力規制委員会 Genshiryoku Kisei Iinkai, NRA) — административный орган Кабинета министров Японии, созданный в составе Министерства окружающей среды для обеспечения ядерной безопасности Японии. Управление основано 19 сентября 2012 года. Его первым главой был Шуничи Танака.

## Предыстория
Управление было сформировано из Комиссии по ядерной безопасности, находившейся в ведении Кабинета министров, и Агентства по ядерной и промышленной безопасности (NISA), находившегося в ведении Министерства экономики, торговли и промышленности (METI). После ядерной катастрофы на Фукусиме, последовавшей за землетрясением 11 марта 2011 года, меры безопасности правительства были сочтены неадекватными, а само агентство — имеющим структурный конфликт. В результате было создано новое агентство при Министерстве окружающей среды.

## Открытие
Согласно постановлению правительства о создании агентства, задача по разработке новых правил ядерной безопасности должна была быть завершена в течение десяти месяцев с момента его запуска 19 сентября 2012 года. Танака заявил, что Управление пересмотрит стандарты безопасности и разработает новые правила безопасности к концу 2012 года.

## Обновление правил
19 июля 2013 года агентство обновило свои рекомендации по распространению и использованию таблеток стабильного йода. По старым правилам от 2002 года, таблетки йода рекомендовались лицам до 40 лет. Эти прежние рекомендации были основаны на обследовании людей, переживших атомную бомбардировку Нагасаки и Хиросимы. Однако более поздние исследования показали, что, хотя у пожилых людей риск развития рака был меньше, этот риск не был нулевым. Поэтому от возрастного ограничения в 40 лет отказались. Агентство также предупредило, что использование таблеток йода может вызвать гипотиреоз — замедление функции щитовидной железы.